# Заливный мивокский язык
Заливный мивокский язык, или саклан (Bay Miwok, Saclan, Saklan) - мёртвый индейский язык, который принадлежит мивокской группе утийской ветви йок-утийской языковой семьи, на котором раньше говорил народ заливные мивоки, ранее проживающий вокруг залива Сан-Франциско округа Контра-Коста штата Северная Калифорния в США. В настоящее время народ Мивок говорит на английском языке.